# Gudrun Reinboth
Gudrun Reinboth (* 19. April 1943 in Berlin; gebürtig Gudrun Schmidt) ist eine deutsche Schriftstellerin.
Geboren 1943 in Berlin, lebte sie in der Kindheit in Gießen und Murten und verbrachte ihre Jugend in Bern. Nach dem Studium der Germanistik und Kunstgeschichte kehrte sie nach Deutschland zurück. Sie war acht Jahre lang als Bundesfachbeirätin für Literatur im Verband der Gemeinschaften der Künstlerinnen und Kunstförderer e.V. tätig.
Gudrun Reinboth lebt heute in der Nähe von Heidelberg.

## Werke
- Gnadengesuche, Gedichte. Heidelberg 1985.
- Der Weg nach Heidelberg, Erzählungen und Gedichte. Heidelberg 1986.
- In meinem Baumhaus wohnen die Raben, Roman für Kinder. Würzburg 1989.
- Als unsere Liebe zornig wurde, Gedichte. Heidelberg 1991.
- Vielleicht dass mein Lächeln etwas wendet, Gedichte. Wuppertal 1992.
- Keiner hat auf mich gewartet, Roman für Kinder. Ludwigsburg 1996.
- Ein leerer Platz am Tisch, Roman für Kinder. Neukirchen 1997
- Drachensommer, Roman für Kinder. Hamburg 2000.
- Nenn mich noch einmal Jochanaan, Jugendroman. Gaggenau 2005
- Die Nacht, die keiner vergisst Jugendbuch. Mannheim, 2010
- Das Leben, der Tod und die Inseln des Glücks. Erzählungen. Heidelberg 2011